# RCTV

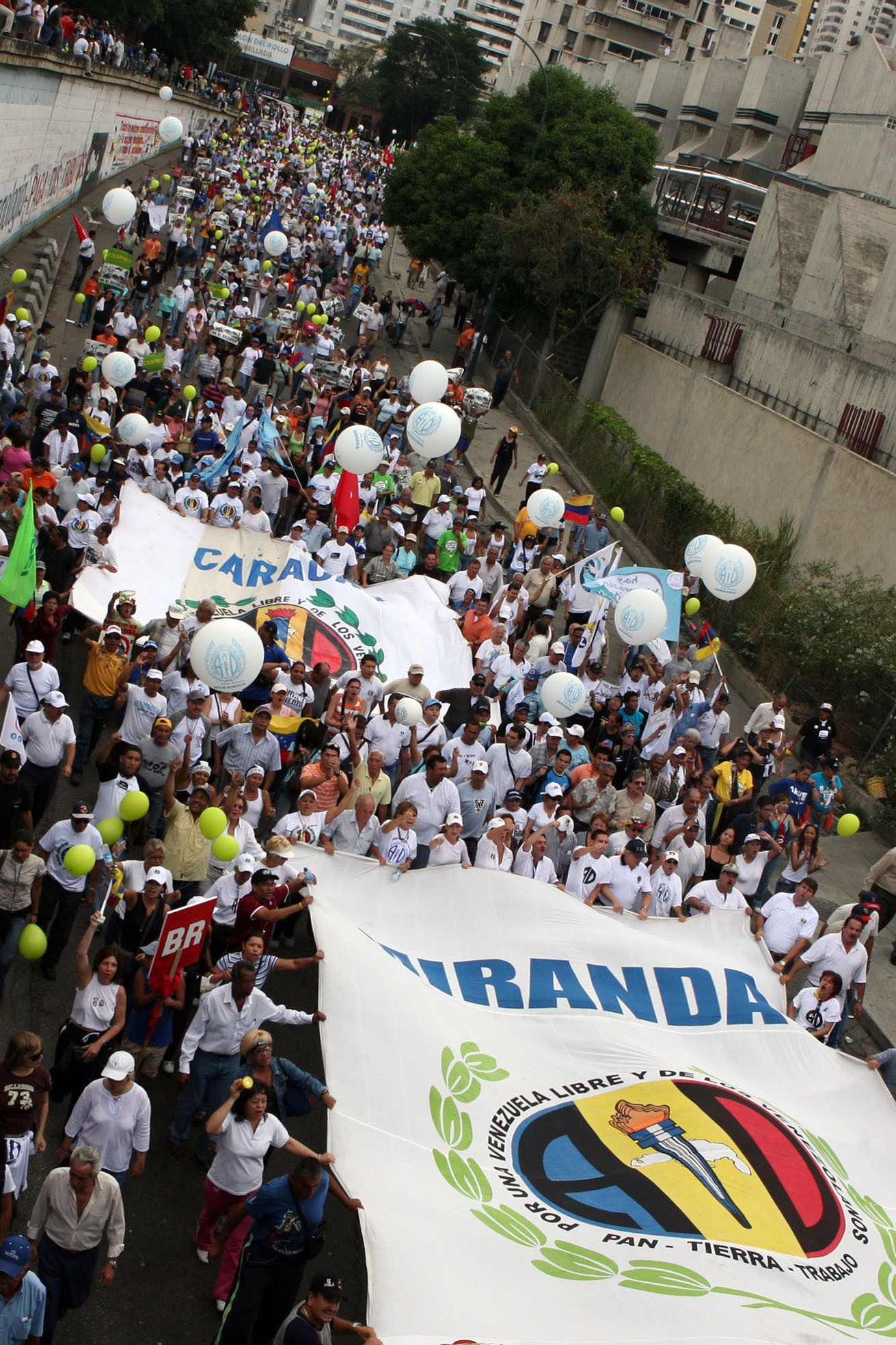
Hàng ngàn người Venezuela biểu tình để ủng hộ RCTV ngày 27 tháng 5 năm 2007. Gần lúc đó cũng có cuộc biểu tình lớn ủng hộ việc thay RCTV bằng TVes.

Radio Caracas Televisión (tiếng Tây Ban Nha của "Đài Truyền hình Radio Caracas", viết tắt RCTV) là đài truyền hình Venezuela có tổng hành dinh tại thủ đô Caracas. Đôi khi nó được gọi là Canal de Bárcenas (Đài Bárcenas). Công ty Empresas 1BC hiện làm chủ; RCTV được thành lập ngày 15 tháng 11 năm 1953 bởi William H. Phelps, và là đài truyền hình lâu đời nhất trong nước. Đài radio liên quan là Radio Caracas Radio.
Ngày 27 tháng 5 năm 2007, chính quyền Venezuela bắt đài này phải ngừng phát thanh bằng cách không cho phép gia hạn bằng hoạt động. Tổng thống Hugo Chávez đã nói rằng đài này cố gắng làm hại chính quyền ông khi ủng hộ cuộc âm mưu đảo chính năm 2002. RCTV phản đối lời tố cáo này.
Khi RCTV ngừng truyền hình, nó được thay bằng đài chính phủ TVes. Đài mới cũng truyền hình trên đài số 2. Chính quyền Chávez tịch thu và bắt đầu xài máy móc truyền hình của RCTV, do quyết định bị tranh cãi của Tòa án Tối cao Venezuela (Tribunal Supremo de Justicia, TSJ). Quyết định này để cho đài TVes của Chávez truyền hình khắp nước, ở tất cả những vùng được phục vụ bởi RCTV trước đây. RCTV vẫn có quyền hoạt động trên hệ thống vệ tinh truyền thông và truyền hình cáp, nhưng họ chưa quyết định xài những phục vụ không miễn phí này. Vì không còn xài được tần số truyền hình công cộng, RCTV sẽ mất phần nhiều người coi.